# Claiborne Fox Jackson
Pour les articles homonymes, voir Jackson.
Claiborne Fox Jackson (4 avril 1806 - 6 décembre 1862) est gouverneur du Missouri en 1861, et ensuite gouverneur en exil du côté de la Confédération pendant la guerre de Sécession.
Industriel chimiste prospère, Jackson s'implique fortement dans la politique du parti démocrate et sert pendant douze années au sein de l'assemblée générale du Missouri, avant d'être élu au sénat de l'État en 1848. À l'approche de la guerre de Sécession, il se proclame anti-sécessionniste, afin d'être élu gouverneur, mais planifie secrètement un coup d'État conjointement avec le président Jefferson Davis.
Lorsque les troupes de l'Union de St. Louis emprisonnent la milice locale, le combat éclate et Jackson proclame le Missouri république libre. En novembre 1861, la Confédération reconnaît le Missouri comme son douzième État, mais la domination de l'Union s'accroît considérablement, et Jackson et ses collègues fuient en Arkansas, en attendant une nouvelle invasion. Avant que cela ne puisse arriver, Jackson meurt d'un cancer de l'estomac à Little Rock.

## Biographie

### Jeunesse
Claiborne Jackson, fils de Dempsey Carroll et Mary Orea « Molly » (Pickett) Jackson, naît dans le comté de Fleming, Kentucky, où son père est un cultivateur de tabac prospère et propriétaire d'esclaves. En 1826, Jackson part avec plusieurs de ses frères ainés dans le Missouri, s'installant dans le comté de Howard de la ville de Franklin. Les frères Jackson établissent une affaire commerciale prospère, où le jeune Claiborne travaille jusqu'en 1831 et le début des hostilités de la guerre de Black Hawk. Claiborne Jackson organise une unité de volontaires dans le comté de Howard pendant le conflit et en est élu capitaine. Claiborne Jackson épouse Jane Breathhitt Sappington, la fille d'un physicien célèbre sur la frontière, au début de 1831 mais elle meurt quelques mois après les noces.
Au retour de la guerre, Jackson choisit de ne pas reprendre le partenariat d'affaires avec ses frères, et décide de chercher fortune dans le comté de Saline. En 1833, Jackson épouse Louisa Catherine Sappington, la sœur de sa précédente épouse décédée. Il travaille aussi avec sur beau-père dans la manufacture et la vente de « pilules anti-fièvre du Dr Sappington », un médicament sous licence (en) contre la malaria. Les pilules sont largement distribuées, et rencontrent le succès, spécialement dans l’Amérique du Sud et le sud-ouest du Mexique en raison de la proximité du comté de Saline avec la piste de Santa Fe. À la suite, les deux hommes et leuras proches deviennent franchement riches et influents,. La tragédie frappe encore en mai 1838, lorsque Louisa Jackson meurt aussi. Il est possible que la mort résulte d'une complication d'une naissance, puisque le fils de Claiborne et de Louisa meurt le mois suivant en juin 1838. Le mariage suivant de Jackson, et le dernier, est avec la troisième sœur Sappington, Eliza. Eliza survivra à son mari, décédant en 1864.

### Carrière politique
Avec ses relations familiales avec le Dr Sappington, Claiborne Jackson, avec son beau-frère Meredith M. Marmaduke (en) s'implique fortement dans la politique du parti démocrate du Missouri. Jackson est élu en premier à l'assemblée générale du Missouri en 1836, représentant le comté de Saline. Il part pour le siège du comté de Howard de Fayette, Missouri - alors le centre politique de l'État - en 1838 et travaille pour la branche locale de la banque de l'État. Cela lui vaudra de grands dividendes politiques plus tard dans sa carrière. Claiborne Jackson servira douze années au total dans la chambre du Missouri, avec des exercices de président en 1844 et 1846. En 184, Claiborne Jackson se retrouve très près d'être impliqué dans un duel à propos de la politique. Écrivant anonymement à un journal de Fayette, Missouri, Jackson porte des accusations selon lesquelles le candidat whig pour être élu gouverneur cette année-là, John B. Clark, est coupable de fraude électorale. Des mots plus durs sont échangés et finalement Clark défie Jackson en duel avant que les esprits calmes prévalent et le différend est réglé sans échange de coup de feu. Plus tard, lorsque Clark aura changé d'allégeance pour rejoindre les démocrates, lui et Jackson deviendront des alliés politiques.
Claitone Jackson est élu au sénat de l'État en 1848. En tant que leader des démocrates pro-esclavagistes, il dirige les efforts pour battre le sénateur pro-unioniste Thomas H. Benton. Cela a des implications personnelles et politiques pour Jackson. Jusqu'à ce moment, comme son beau-père le Dr Sappington et son beau-frère Meredith Marmaduke, Jackson avait été un ardent bailleur de fonds de Benton. Marmaduke choisit le camp de Benton, ce qui lui coûte non seulement une chance d'être élu gouverneur de plein droit (il a servi dix mois à ce poste à la suite du suicide de Thomas Reynolds (en)), mais l'éloignement qui se développe avec la famille perdure. Pendant qu'il dirige le comité des routes et moyens du sénat, il introduit les « résolutions de Jackson ». Ceux-ci mandatent les sénateurs et membres du Congrès des États-Unis du Missouri pour faire des propositions pour étendre le compromis du Missouri à tous les nouveaux territoires, déclarant que le Congrès n'a pas le pouvoir de limiter l'esclavage,. Jackson et la faction anti-Benton parviendront à leurs fins avec la destitution du sénateur de longue date en 1850. Néanmoins, les supporters de Benton obtiendront leur revanche en faisant échouer les tentatives de Jackson pour sécuriser la nomination démocrate pour le Congrès des États-Unis en 183 et ensuite en 1855.
En 1857, Jackson est administrateur bancaire du Missouri. À ce poste, il met en place un système de six banques d'État, avec des filiales locales. Cela s'avère avantageux pour les affaires et les personnes en général en stabilisant temporairement la pénurie de monnaie qui survient de temps en temps, spécialement dans les zones les plus rurales de l'État. En tant qu'administrateur, Jackson voyage dans divers endroits autour de l'État, inspectant les services bancaires, tout en se construisant une base électorale solide pour sa prochaine tentative à l'élection au poste de gouverneur du Missouri.

#### En tant que gouverneur
À l'automne 1860, Jackson démissionne de ses fonctions d'administrateur bancaire pour se lancer dans l'élection pour devenir gouverneur (en). Jackson fait campagne, et est élu, comme démocrate du courent Douglas, une plate-forme anti-sécessionniste, battant le plus proche opposant Sample Orr par près de dix mille voix. Immédiatement après son élection, néanmoins, Jackson commence à travailler en coulisses pour la sécession du Missouri. Jackson prend ses fonctions de gouverneur le 3 janvier 1861. Pendant son discours inaugural, il déclare que le Missouri partage des liens et des intérêts communs avec les autres États qui autorisent l'esclavage et ne peut s'en séparer au cas où l'Union serait dissoute. Il appelle plus en avant à une convention de l'État pour décider du problème.
Le 18 février 1861, les Missouriens décident d'une convention constitutionnelle de l'État (en) pour décider de la sécession et d'autres questions. La convention vote à 98-1 contre la sécession, malgré le lobbying de Jackson. Jackson annonce qu'il poursuivra la politique de son prédécesseur Robert M. Stewart (en), selon laquelle le Missouri sera un État « neutre et armé », refusant de rendre les armes à l'un des camps à l'approche de la guerre de Sécession.
Après le bombardement du fort Sumter le 12 et 13 avril 1861, le président Abraham Lincoln fait une proclamation aux États pour mobiliser leurs milices et fournir 75000 hommes pour le gouvernement fédéral afin de réduire la rébellion. Il envoie des requêtes spécifiques à tous les États, dont le Missouri.
Jackson répond,

« Monsieur : votre dépêche datant du 15, appelant quatre régiments du Missouri pour un service immédiat, a été reçue. Il peut, je comprends, n'y avoir aucun doute que les hommes ont l'intention de former une partie de l'armée du président pour faire la guerre contre les peuples des États qui ont fait sécession. Votre réquisition, selon mon opinion, est illégale, inconstitutionnelle, et révolutionnaire dans son objet, inhumaine, et diabolique et ne peut être respectée. Pas un seul homme de l'État du Missouri ne sera fourni pour faire un croisade contre nature. »

Jackson entretient une correspondance secrète avec le président Jefferson Davis, élaborant des plans pour sortir le Missouri de l'Union par un coup d'État. Le point clé est l'arsenal fédéral de St. Louis (en), qui contient une grande quantité d'armes et de munitions. Jackson prépare la capture de l'arsenal, et demande à Davis d'envoyer de l'artillerie pour briser les murs de l'arsenal.
Le commandant de l'arsenal est le capitaine Nathaniel Lyon, un officier de l'armée régulière pro-unioniste. Le 26 avril 1861, selon les ordres du secrétaire à la guerre Simon Cameron, Lyon travaille avec des troupes de volontaires du Missouri et de l'Illinois au transfert secret de 21 000 armes (sur les 39 000 armes de petit calibre présentes dans l'arsenal) derrière le fleuve Mississippi vers Alton, Illinois.

### Camp Jackson
Le 3 mai 1861, Jackson ordonne à la milice du Missouri (en) de se rassembler dans divers camps dans le Missouri, dont St. Louis pour un entraînement de six jours. Elle se rassemble à Lindell's Grove dans la périphérie ouest de la ville, dans un camp que l'on appelle maintenant le camp Jackson. L'ordre du gouverneur Jackson de rassembler la milice est légal selon la constitution de l'État du Missouri (en), tant que le camp est prévu pour de l’entraînement, et non pour une action offensive contre les forces fédérales. Cependant, la milice de St. Louis est commandée largement par des sécessionnistes, et a récemment levé un nouveau régiment (2nd Regiment MVM) composé pratiquement intégralement par des sécessionnistes. De plus, l'artillerie prise par les confédérés à l'arsenal des États-Unis de Baton Rouge a été acheminée secrètement par bateau à vapeur à St. Louis et livrée dans le camp Jackson.
Lyon répond à la menace perçue par la force. Le 10 mai 1861, Lyon encercle le camp Jackson avec des volontaires de « Home Guards » pro-unionistes (pour la plupart des immigrants allemands fr St. Louis) et fait la milice prisonnière. Les prisonniers sont envoyés vers l'arsenal, et pendant la marche une émeute éclate. Pendant deux jours d'émeutes et d'échanges de coups de feu, plusieurs soldats, prisonniers et spectateurs sont tués. Alarmée par l'incident, la législature du Missouri acte immédiatement l'appel du gouverneur Jackson pour un projet de loi divisant l'État en districts militaires et autorisant la garde de l'État.

### Guerre de Sécession dans le Missouri
Le 11 mai 1861, Jackson nomme Sterling Price major général de la garde de l'État du Missouri pour résister à l'invasion (des forces fédérales) et supprimer l'insurrection des volontaires unionistes du Missouri su service fédéral. Le 12 mai 1861, Price rencontre le général William S. Harney, le commandant fédéral du Missouri. Ils s'accordent sur la trêve Price-Harney (en), qui permet au Missouri de rester neutre pour le moment. Théoriquement, Price a promis que les forces de l'État, et le gouvernement de l'État, maintiendront l'État pour l'Union et empêcheront l'entrée des forces confédérées. Néanmoins, au même moment, le gouverneur Jackson envoie secrètement des émissaires au président confédéré Jefferson Davis et aux commandants confédérés en Arkansas pour demander une invasion immédiate de l'État, et promettant que la garde de l'État coopérera avec l'armée confédérée en campagne contre les forces fédérales pour réaliser la « libération » de St. Louis. De plus, le lieutenant gouverneur Thomas C. Reynolds (en) voyage vers Richmond, avec l'accord du major général Price, pour demander à Jefferson Davis d'ordonner une invasion de l'État. Les unionistes du Missouri sont consternés par ce qu'ils perçoivent comme une adhésion unilatérale de Harney à la trêve, et font une pétition pour le limogeage de Harney de son commandement. Harney est finalement relevé le 30 mai 1861, et temporairement remplacé par Lyon, qui a été promu du grade de capitaine à celui de brigadier général des volontaires.
Le 11 juin 1861, Jackson rencontre Lyon, espérant prolonger la trêve, mais Lyon refuse. Lyon marche sur Jefferson City avec ses forces, y entrant le 13 juin 1861. Jackson et d'autres officiels pro-confédérés fuient vers Boonville, Missouri. Les forces de l'Union mettent en déroute la garde de l'État, commandée par John Sappington Marmaduke, le neveu de Jackson, à Boonville le 17 juin 1861. À Carthage, le 5 juillet 1861, Jackson prend lui-même prend le commandement de 6000 hommes de la garde de l'État (devenant le seul gouverneur des États-Unis en exercice à diriger des troupes lors d'une bataille), et repousse un plus petit détachement commandé par le colonel Franz Sigel. Néanmoins, les forces de l'Union sont sur une position dominante, et Lyon pourchasse Jackson et Price jusqu'à l'extrémité sud-ouest de l'État.
Le 22 juin 1861, la convention de l'État du Missouri se réunit nouveau à Jefferson City. La convention vote une nouvelle fois contre la sécession, et le 27 juillet 1861, elle déclare le poste de gouverneur vacant. Le 28 juillet 1861, la convention nomme Hamilton Gamble (en) en tant que gouverneur provisoire. Le Missouri aura un gouverneur non élu jusqu'à la fin de la guerre. Néanmoins, Jackson ne reconnaît pas l'action de la convention et le 5 août 1861 fait une proclamation déclarant le Missouri comme une république libre et dissolvant tous les liens avec l'Union. Il part pour Richmond, Virginie pour rencontrer le président confédéré Davis pour obtenir le soutien des forces de Sterling Price  et la reconnaissance officielle du gouvernement confédéré.
Le 28 octobre 1861, à Neosho, Missouri, quelques membres sécessionnistes de l'assemblée générale du Missouri se réunissent (avec la présence de Jackson) et passent une ordonnance de sécession (en). Le 28 novembre 1861, la Confédération reconnaît le Missouri en tant que douzième État, avec Jackson en tant que gouverneur et les sénateurs et les représentants du congrès confédérés sont élus. Néanmoins, les forces de l'Union occupent pratiquement tout le Missouri à ce moment, rendant théoriques la reconnaissance et les élections. Jackson trouve refuge en Arkansas avec le général Price et l'armée du Missouri, où ils ont défait lors de la bataille de Pea Ridge. Claiborne Jackson part pour le sud-est de l'Arkansas au printemps 1862 pour regrouper et rencontrer les riches Missouriens sécessionnistes qui ont fui vers le sud. Il y a des discussions et des espoirs pour une nouvelle campagne pour reprendre le Missouri mais la mort de Jaskson survient avant.

### Mort

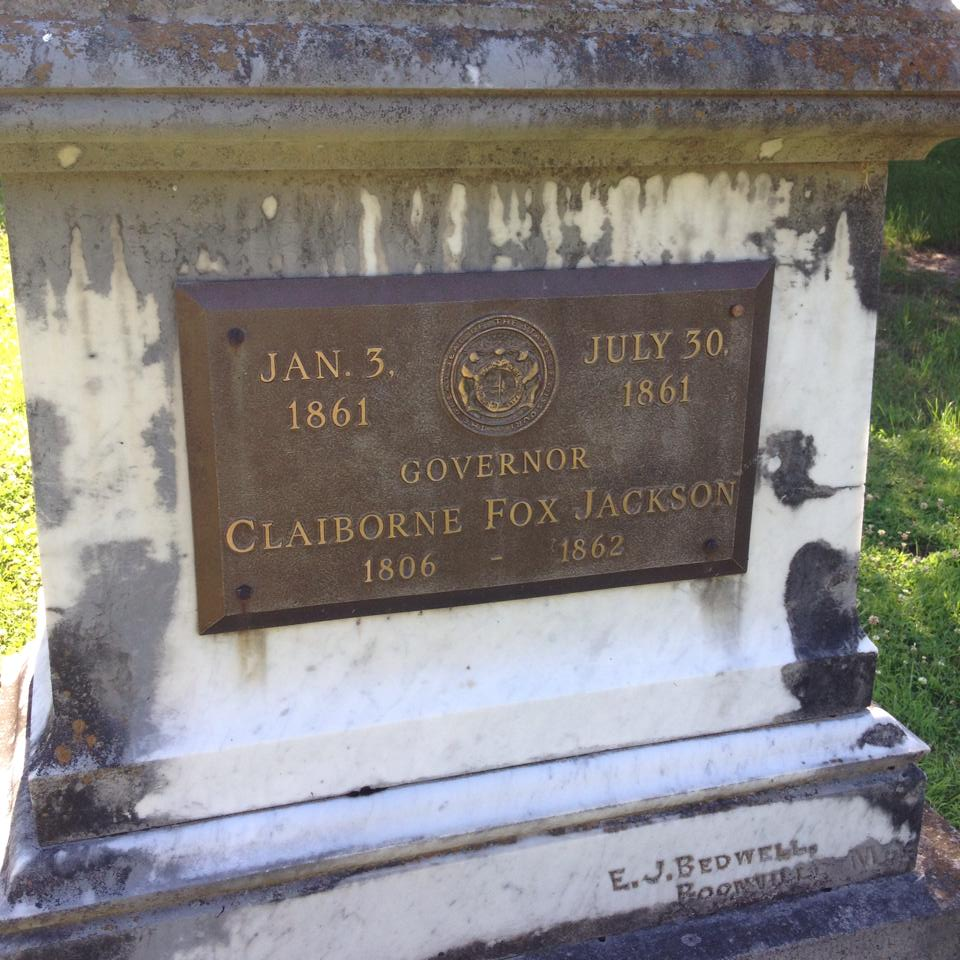
Tombe du gouverneur Jackson. Située dans le site historique du cimetière de Sappington près d'Arrow Rock, Missouri.

Bien que sa santé se détériore grandement pendant l'année 1862, Claiborne Jackson voyage néanmoins à Little Rock, Arkansas en novembre de cette année pour des réunions de planification militaire pour la campagne citée ci-dessus. Cependant, le 6 décembre 1862, Jackson meurt d'un cancer de l'estomac à l'âge de 56 ans dans une maison d'hôtes de Little Rock. En premier un enterrement dans le Missouri est impossible compte tenu de la guerre en cours, il est enterré dans le cimetière de Mount Holly de Little Rock. Après la fin de la guerre, il est exhumé et ré-inhumé dans le cimetière de Sappington (en) près d'Arrow Rock, Missouri.

## Mémoire
Le camp provisoire Claiborne Fox Jackson des fils des vétérans confédérés (en) (Caimito, Panama) est baptisé en son honneur.